# Thecla spurius
Thecla spurius är en fjärilsart som beskrevs av Felder 1865. Thecla spurius ingår i släktet Thecla och familjen juvelvingar. Inga underarter finns listade i Catalogue of Life.